# Davier (dispositif de levage)
Pour les articles homonymes, voir Davier.
 (juin 2022).
Si vous disposez d'ouvrages ou d'articles de référence ou si vous connaissez des sites web de qualité traitant du thème abordé ici, merci de compléter l'article en donnant les références utiles à sa vérifiabilité et en les liant à la section « Notes et références ».

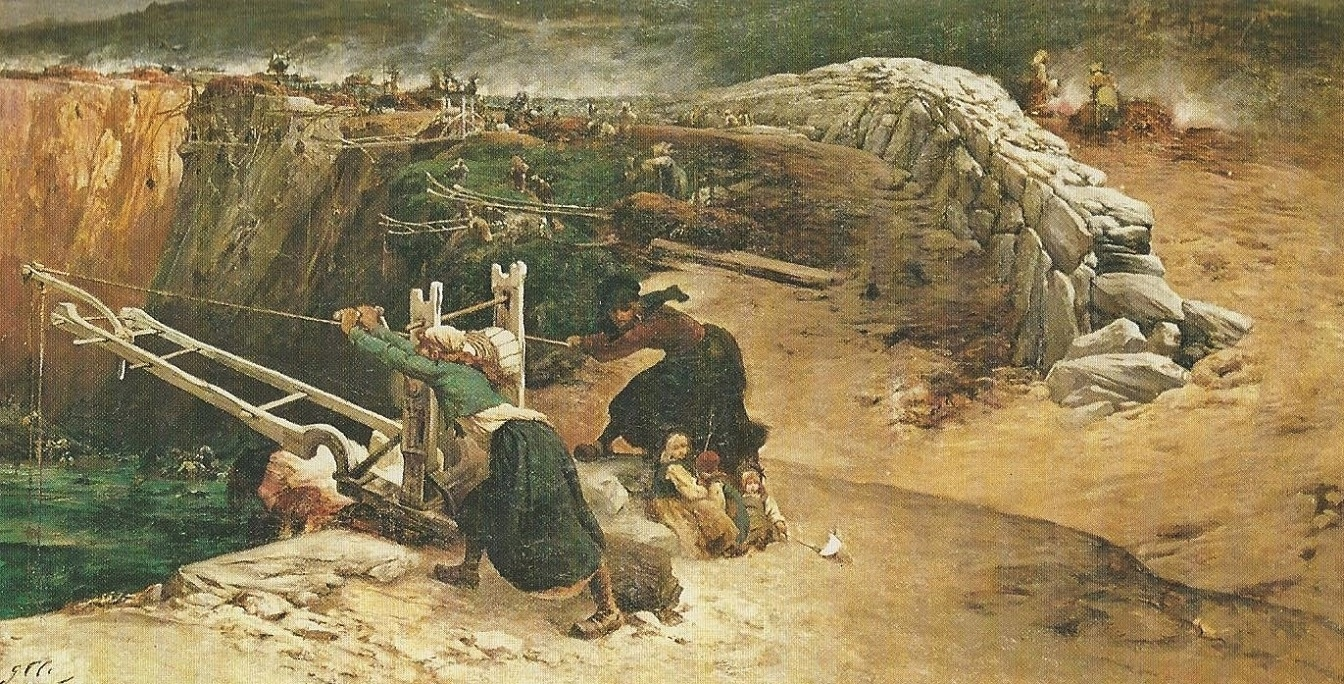
Dans Les Brûleuses de varech à la Pointe du Raz (1882), Georges Clairin représente au premier plan deux femmes remontant du goémon avec une grue munie d'un treuil.

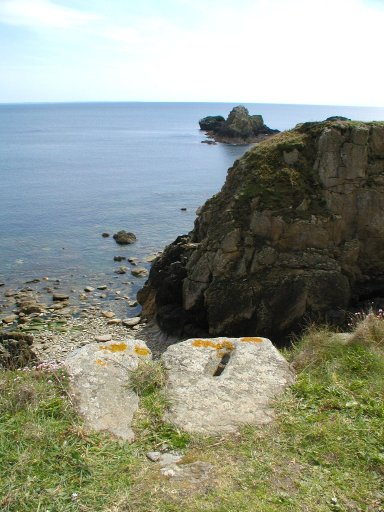
Pierre plate en bord de falaise munie d’un trou rectangulaire qui accueillera le davier.

Le davier (davied en breton) est un dispositif rudimentaire de levage utilisé dans le pays d’Iroise en Bretagne qui permet la remontée du goémon depuis des grèves inaccessibles aux charrettes. 
Il comprend une dalle de gneiss ou de micaschiste (en breton « mein davied », « davier en pierre »), placée en léger encorbellement sur la falaise, et une forte pièce en orme (en breton « koat davied », « davier en bois »), fixée à l’intérieur d’une « gouge », trou rectangulaire ou oblong. La pièce en bois se termine par un réa fixé par une goupille métallique ou de bois dur. 

## Utilisation
Au moment de la récolte, tous les bras disponibles ramènent en haut de grève le goémon disponible pendant le temps de la marée. Regroupées en « faix » d’une centaine de kilos, les algues sont placées sur une sorte de grande épingle en bois en buis de préférence, qui empêche la charge de se défaire au cours de la remontée. Là-haut, un treuil manuel ou un cheval tirent sur le corde. Au moment où la charge arrive au réa, un homme posté sur la dalle tire de côté sur la poignée et donne un coup de sabot au pied du mâtereau, le couchant suffisamment pour que la corde dégage sur le côté, sortant du réa, ainsi le cheval peut continuer à tirer la charge tombée au sol, sans rupture de rythme.
Lorsque la place manque pour hâler le filin en droite ligne, un retour sur une poulie fixée à une charrette dételée permet de dévier la trajectoire du cheval.
On observe parfois à leur extrémité des murs confectionnés pour empêcher les falaises de s'effondrer mais aussi pour stabiliser la plate-forme d'un davied et ainsi de la sécuriser. « Les carriers, tailleurs de pierres, maçons qui travaillaient aux carrières du Bilou, de Portez et de Sainte-Barbe étaient sollicités par les paysans pour l’édification de ces ouvrages. Leur technique consistait à couper un tonneau en deux et, de s’en servir comme nacelles. Le maçon descendait dans l’une des moitié, maintenue à un fort piquet fiché dans la dune, les tailleurs de pierres lui descendaient à mesure dans l’autre cuveau, les blocs de pierres préparées ».
Le goémon est utilisé comme engrais dans les champs ou sert à fabriquer la soude qui est vendue à l’usine d’iode du Conquet.
Les daviers sont utilisés au moins depuis le XVIIe siècle jusqu’aux années 1950. Ils sont encore nombreux à Plougonvelin sur les sites du Vaéré et des Rospects. Ces outils de travail des paysans léonards, typiques des falaises du pays d'Iroise, constituent un héritage patrimonial de valeur.